# Caccoleptus wicki
Caccoleptus wicki is een keversoort uit de familie spektorren (Dermestidae). De wetenschappelijke naam van de soort werd in 1978 gepubliceerd door Beal.